# Zinkgruvan
Zinkgruvan is een plaats in de gemeente Askersund in het landschap Närke en de provincie Örebro län in Zweden. De plaats heeft 383 inwoners (2005) en een oppervlakte van 227 hectare.